# Lea Lexis
Lea Lexis (Costanza, 18 febbraio 1988) è un'attrice pornografica rumena.

## Biografia e carriera pornografica
Lea Lexis, nome d'arte di Laura Stan, è nata nella città portuale di Costanza in Romania, nel febbraio 1988. Da giovane praticava a livello agonistico la ginnastica ed aveva vinto cinque volte i campionati nazionali. Nel 2007 all'età di 19 anni decide di entrare nell'industria del cinema per adulti, lavorando inizialmente per 3 anni in Romania e successivamente si è trasferita negli Stati Uniti.
Nella sua carriera ha preso parte in diversi film prodotti da varie case di produzione quali Brazzers, 21Sextury, Evil Angel, Penthouse, Vivid, Elegant Angel, Jules Jordan Video, Girlfriends Films, Marc Dorcel, Digital Sine Red Light Distric, avendo girato oltre 730 scene. Nel 2015 ha fatto il suo esordio alla regia, dirigendo Hardcore Gangbang 37125 per Kink.
Nel 2011 ha ricevuto una candidatura agli AVN Awards come migliore attrice straniera dell'anno. Nel 2016 ha vinto il premio per la migliore scena insieme a Tommy Pistol. Nel 2022 è stata inserita nella Hall of Fame del cinema per adulti dagli AVN.

## Riconoscimenti
- AVN Awards
  - 2016 – Most Outrageous Sex Scene per Analmals con Tommy Pistol[5]
  - 2022 – Hall of Fame[6]